# 최유리 (1998년)
최유리(1998년 11월 24일 ~ )는 대한민국의 가수이다. 2020년 EP 앨범 [동그라미]로 데뷔했다.

## 학력
- 평창고등학교 졸업
- 동아방송예술대학교 실용음악학부 작곡 전공

## 방송
- 포커스 : Folk Us (2020년) - Top41(30위)
- 미스터리 음악쇼 복면가왕 (2023년 3월 5일) - 1라운드 탈락
- 더 시즌즈 - 악뮤의 오날오밤 (2023년 10월 20일) 7회

## 공연
- 롤링 25주년 기념 공연 vol.3 볼빨간사춘기 : 'Two Five'After Party (2020)
- 최유리 첫 번째 단독 콘서트 〈프롤로그〉 (2021)
- MUSE ON DAY #2 (2021)
- 2021 윤딴딴의 포스트 인 (2021)
- 최유리 EP 앨범 발매기념 콘서트 ‘여정’ (2021)
- 튠업 스테이지［스윗 러브：최유리 X WH3N］ (2022)
- Beautiful Mint Life 2022 (2022)
- 최유리 EP 발매 기념 단독 콘서트 ‘욕심의 반대편으로’ (2022)

## 경력
- 평창군 홍보대사 (2021)

## 수상
- 제29회 유재하 음악경연대회 대상 (2018)